# As It Is in Heaven
As It Is in Heaven è un film del 2004 diretto da Kay Pollak. Fu candidato all'Oscar al miglior film straniero.

## Riconoscimenti
- 2005 - Premio Oscar
  - Nomination miglior film straniero
- 2005 - Guldbagge
  - Candidatura al miglior film
  - Candidatura al miglior regista a Kay Pollak
  - Candidatura alla miglior attrice a Frida Hallgren
  - Candidatura al miglior attore a Michael Nyqvist
  - Candidatura alla miglior attrice non protagonista a Ingela Olsson
  - Candidatura al miglior attore non protagonista a Lennart Jähkel
  - Candidatura alla migliore sceneggiatura a Carin Pollak, Kay Pollak e Margaretha Pollak
  - Candidatura alla migliore fotografia a Harald Paalgard